# Ligmargus
Ligmargus is een geslacht van kevers uit de familie  
kniptorren (Elateridae).
Het geslacht is voor het eerst wetenschappelijk beschreven in 1976 door Stibick.

## Soorten
Het geslacht omvat de volgende soorten:
- Ligmargus aeneoniger (Miwa, 1928)
- Ligmargus depressus (Gebler, 1847)
- Ligmargus funebris (Candèze, 1860)
- Ligmargus hirsutus (Van Dyke, 1932)
- Ligmargus kalabi Mertlik, 2001
- Ligmargus lecontei (Leng, 1918)
- Ligmargus margae Stibick, 1980
- Ligmargus olympus (Lane, 1965)